# Jan Černý (poslanec sociální demokracie)
Jan Černý (21. února 1882 Svinov – 21. července 1933) byl československý politik a meziválečný poslanec Národního shromáždění za Československou sociálně demokratickou stranu dělnickou.

## Biografie
V parlamentních volbách v roce 1920 získal za Československou sociálně demokratickou stranu dělnickou mandát v Národním shromáždění. Byl zvolen za XIV. volební kraj. Podle údajů k roku 1920 byl profesí podúředníkem státních drah v Svinově.